# An Čchang-ho

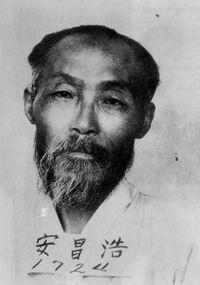
An Čchang-ho (1937.11.10)

An Čchang-ho (korejsky: 안창호), (angl. Ahn Chang-ho) 9. října 1878 – 10. března 1938, pseudonym To San (To San, 도산) byl aktivista v hnutí za nezávislost Koreje během japonské okupace a jeden z prvních vůdců korejské komunity v USA. Založil skupinu pro výchovu osobností (Hŭngsadan, 흥사단) a patřil mezi čelní osobnosti Prozatímní vlády Korejské republiky. Je možné, že je autorem jihokorejské hymny Egukka. Stal se otcem hollywoodské hvězdy Philipa Ahn, který v roce 1984 získal svou hvězdu na Hollywoodském chodníku slávy. Jeho nejstarší dcera Susan Ahn Cuddy se stala první Asiatkou sloužící v námořnictvu USA a jako první Asiatka dosáhla hodnosti důstojníka dělostřelectva v ozbrojených silách USA. V roce 2003 obdržela cenu Woman of the Year a The American Courage Award získala roku 2006.

## Mládí
An Čchang-ho se narodil 9. října 1878 v městě Kangso, v provincii Pchjŏngan (dnes Jižní Pchjŏngan v Jižní Koreji. V roce 1896 se přestěhoval do Soulu, kde navštěvoval misionářskou školu Kuse haktang, kde konvertuje ke křesťanství.

## Dospělost a život v emigraci
V roce 1902 se v Soulu oženil s I Hje-rjŏn (angl. Helen Lee) a odešel do USA, kde toužil získat západní vzdělání, které by po návratu mohl použít v Koreji.